# Рушродо
Рушродо́ (рос. Рушродо, марій. Рушродо) — присілок у складі Моркинського району Марій Ел, Росія. Входить до складу Моркинського міського поселення.

## Населення
Населення — 120 осіб (2010; 128 у 2002).
Національний склад (станом на 2002 рік):
- марійці — 98 %